# Grand Pont (Ardèche)
Pour les articles homonymes, voir Grand Pont.
Le Grand Pont est un pont en pierre enjambant le Doux, il est situé sur la route départementale 532 entre Tournon-sur-Rhône et Saint-Victor, en France.

## Localisation
Le pont est situé à cheval sur les communes de Saint-Jean-de-Muzols et Tournon-sur-Rhône, dans le département français de l'Ardèche.

## Historique
L'édifice est inscrit au titre des monuments historiques en 1954.